# Georg Friedrich Ziebland

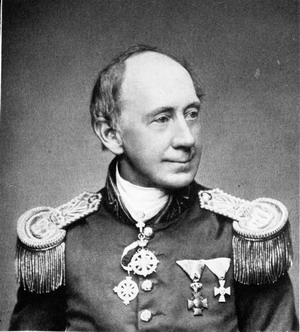
Georg Friedrich Ziebland, mit dem Pour le Mérite für Wissenschaften und Künste (mittig unten).

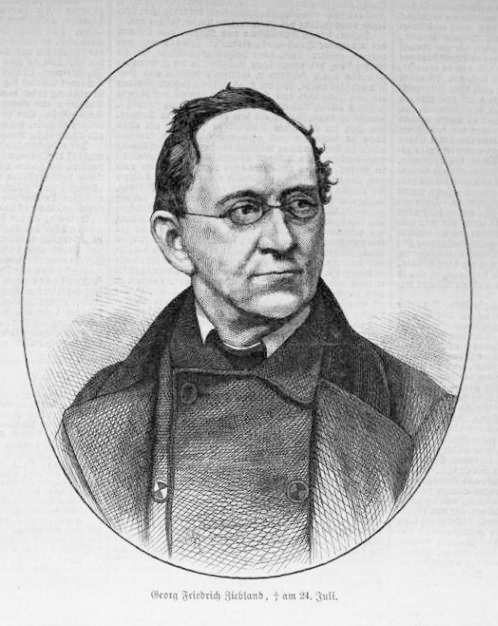
Georg Friedrich Ziebland

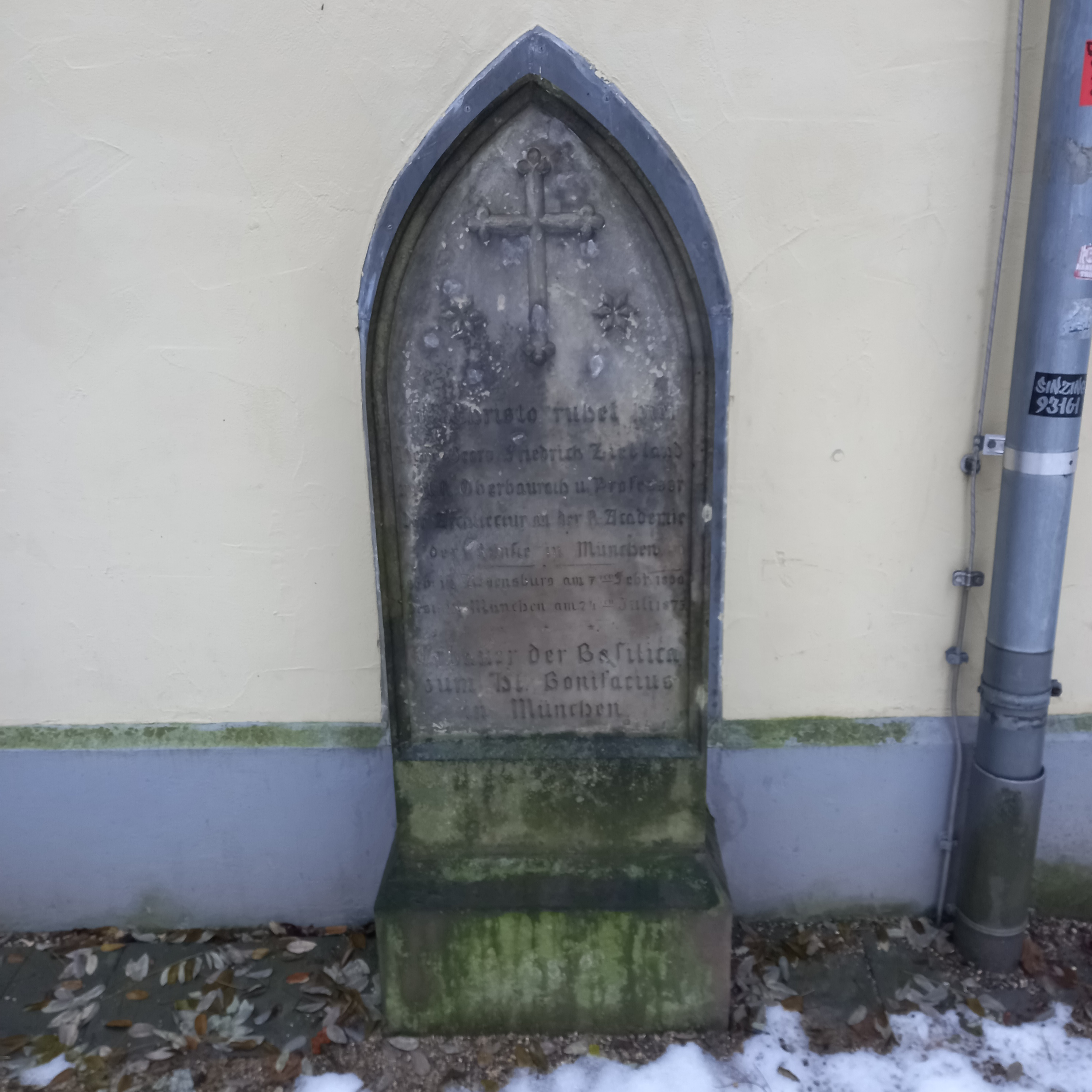
Grabstein von Georg Friedrich Ziebland an der Friedhofskirche (heute russisch-orthodoxe Kirche) im Stadtpark Regensburg

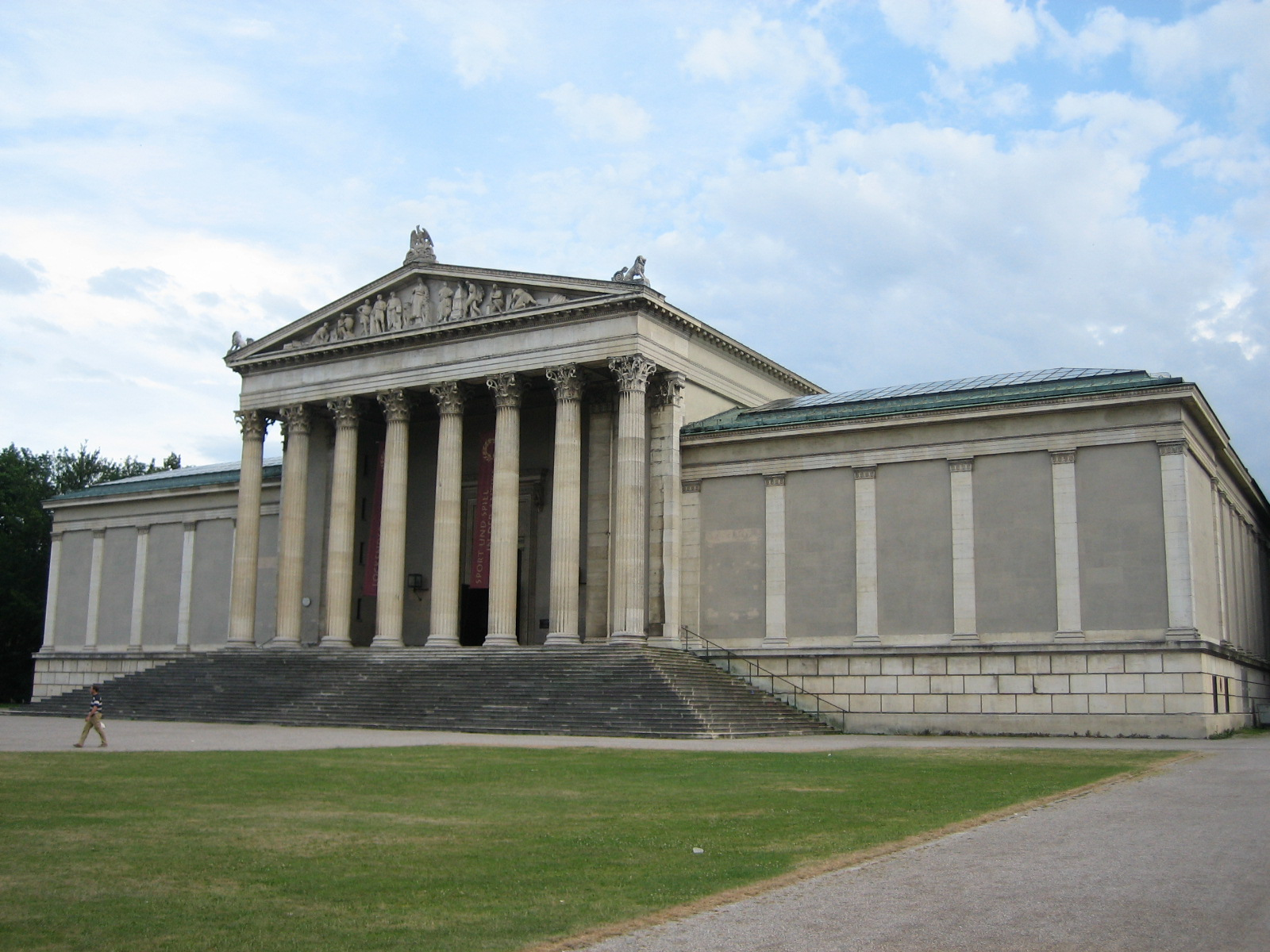
Die staatliche Antikensammlungen am Königsplatz, ein Werk Zieblands.

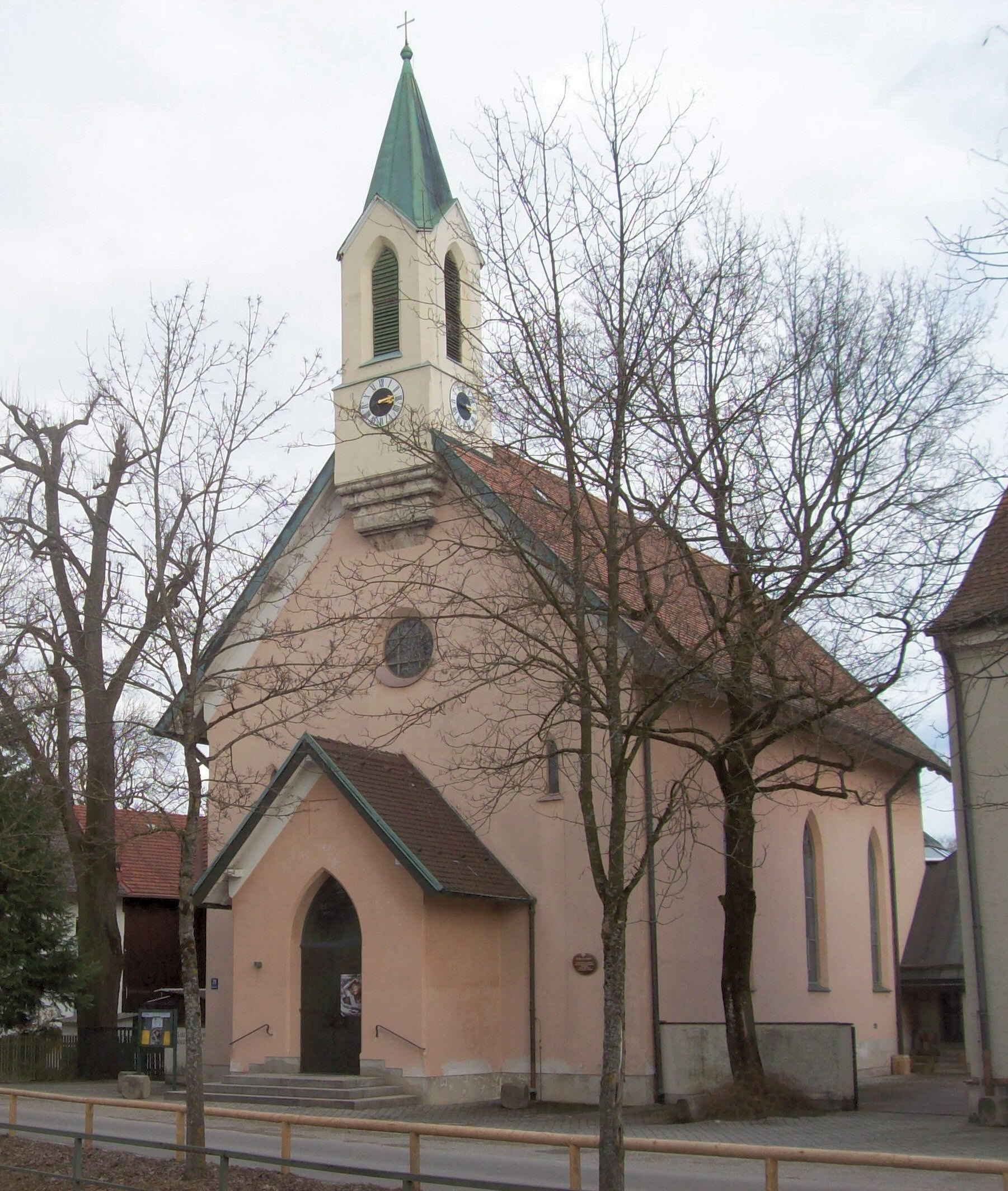
Perlach: protestantische St.-Paulus-Kirche von 1849

Georg Friedrich Ziebland (* 1. Februar 1800 in Regensburg; † 24. Januar 1873 in München) war ein deutscher Architekt und Baumeister.

## Leben
Ziebland studierte an der Akademie der Bildenden Künste München bei Karl von Fischer und Friedrich von Gärtner Architektur. Er war ein Kommilitone von Joseph Daniel Ohlmüller, mit dem er später häufig zusammenarbeitete (zum Beispiel an der Vollendung des Schlosses Hohenschwangau). Ziebland ist vor allem durch seine Weiterentwicklung des Rundbogenstils in die Geschichte der Architektur eingegangen, insbesondere durch seine an die frühchristliche und byzantinische Architektur erinnernde Terrakotta-Ziegel-Kombination der Abteikirche St. Bonifaz in München. Dieses Hauptwerk Zieblands entstand unter dem Eindruck einer zweijährigen Studienreise (1827–1829) nach Italien, auf die ihn der bayerische König Ludwig I. geschickt hatte, um die römischen Basiliken zu studieren. Bereits nach der Rückkehr nach München wurde Ziebland vom König in den Baukunstausschuss berufen, dem er durchgehend bis 1867 angehörte. Nach dem Tod von Leo von Klenze war Ziebland1864 zum Vorstand des Ausschusses ernannt worden. Als einziger trug er ab 1854 auch den sogar im Hof- und Staatshandbuch vermerkten Titel eines ordentlichen Mitglieds des Baukunstausschusses.
Neben seinen mannigfaltigen Bauaufträgen in der Bauverwaltung von München war Ziebland auch als Oberbaurat tätig und lehrte später als Professor für Baukunst an der Akademie der Bildenden Künste. Obwohl er sein Leben fast ausschließlich in München verbracht hatte, ließ er sich nach seinem Tod im Juli 1873 in seiner Geburtsstadt Regensburg auf dem Lazarusfriedhof im Stadtpark begraben. Sein Grabstein mit einer von ihm selbst verfassten Aufschrift hat sich bei der Auflösung des Friedhofs 1950 dank Initiative des damaligen Stadtgartendirektors Rudolf Hehr erhalten. Der Grabstein ist an der Ostseite der erhaltenen kleinen Friedhofskirche aufgestellt.

## Ehrungen
- Im Jahr 1864 erhielt Ziebland den Bayerischen Maximiliansorden für Wissenschaft und Kunst. Außerdem wurde ihm der Pour le Mérite für Wissenschaften und Künste verliehen.
- Im Regensburger Stadtteil Innerer Westen ist eine Straße nach ihm benannt.[3]

## Bauwerke (Auswahl)
- 1820: Fertigstellung des von Karl von Fischer begonnenen Münchener Hoftheaters
- 1839: Fertigstellung der Mariahilfkirche in der Au nach dem Tod von Joseph Daniel Ohlmüller
- 1838–1845: Abteikirche St. Bonifaz[2]
- 1838–1848: Staatliche Antikensammlungen am Königsplatz
- 1839–1850: Fertigstellung des von Domenico Quaglio begonnenen Schlosses Hohenschwangau bei Füssen
- 1849: Protestantische St.-Paulus-Kirche in Perlach